# LEGO Disney Princess: The Castle Quest
LEGO Disney Princess: The Castle Quest è uno speciale televisivo d'animazione  del 2023 diretto da Michael D. Black, sviluppato da LEGO e prodotto da LEGO Group e Disney+ in collaborazione con il franchise delle Principesse Disney ed associazione con Pure Imagination Studios. Il film, diretto da Michael Black, è stato presentato in anteprima su Disney+ il 18 agosto 2023 come parte della Settimana Mondiale delle Principesse. Il 25 agosto 2025 verrà pubblicato su Disney+ il seguito del film LEGO Disney Princess: Villains Unite.

## Trama
Biancaneve, Ariel, Tiana, Rapunzel e Vaiana, coadiuvate rispettivamente dal Mago dello Specchio Magico, Fiore, Spugna, Re Tritone, il Guardaroba, Iago ed altri personaggi, partono per un'avventura dopo essersi ritrovate magicamente in un misterioso palazzo. Presto scoprono che il terribile Gaston ha escogitato un malefico piano per impadronirsi dei regni e le giovani principesse dovranno unire le forze per superare le sfide nascoste tra le mura del palazzo, aiutare Re Tritone  imprigionato da Gaston e sconfiggerlo se vorranno salvare i loro rispettivi regni.

## Personaggi
Principesse Disney
- Biancaneve Katherine Von Till - Agnese Marteddu
- Ariel Jodi Benson - Ilaria De Rosa
- Tiana Anika Noni Rose - Martina Felli
- Rapunzel Mandy Moore - Irene Trotta
- Vaiana Waialiki Auliʻi Cravalho - Emanuela Ionica

Personaggi ricorrenti
- Mago dello Specchio Magico Corey Burton - Alessandro Quarta
- Fiore Ronald Rubio - Alberto Pilara
- Malefica (nella forma di drago)
- Sebastian Philippe Lawrence - Stefano Oppedisano
- Spugna Jeff Bennett - Alessandro Ceccacci
- Re Tritone Jim Cummings - Gianluca Tusco
- Il Guardaroba Jo Anne Worley - Giò Giò Rapattoni
- I lupi
- Iago Barrett Leddy - Davide Lepore

Antagonisti
- Gaston Richard White (attore) - Marco Manca
- Alberi infestanti
- Pirati